# Figge Norling
Fredrik Olof Johan Norling (født 1. maj 1965 i Lycksele), bedre kendt som Figge Norling, er en svensk skuespiller. Han er uddannet fra Teaterhögskolan i Stockholm og har været tilknyttet teatre som Riksteatern, Dramaten og Boulevardteatern.
Norling har for eksempel spillet rollen som Benny Skacke i enkelte afsnit af tv-serien Beck.

## Privatliv
Han har tidligere været gift med skuespillerinden Tova Magnusson med hvem han har to børn. Parret blev skilt i 2004.

## Udvalgt filmografi
- Vi ses i Krakow (kortfilm, 1992)
- Sort Lucia (1992)
- Radioskugga (tv-serie, 1995-1997)
- Anna Holt - Polis (tv-serie, 1996)
- Beck (tv-serie, 1997)
- Pentagon (1997)
- Naken (2000)
- Puder (2001)
- Frøken Sverige (2004)
- Isprincessen (tv-film, 2007)
- Wallander (tv-serie, 2009)
- Greyzone (tv-serie, 2018)
- En helt normal familie (tv-serie, 2023)